# キャサリン・ストー
キャサリン・ストー (Catherine Storr、1913年7月21日 - 2001年1月8日)は、イギリスの児童文学作家、小説家。本名、キャサリン・コール(Catherine Cole)。

## 概要
1913年7月21日、ロンドンのケンジントンで生まれる。父親は弁護士だった。セントポール女学院卒業後、ケンブリッジ大学・ニューナム・カレッジに進学。当初は英文学を専攻していたが、後に医学部に転部し、1944年卒業後から1963年まで病院に勤務。研修中に、第一の夫となるアンソニー・ストーという男性と出会い結婚。3人の娘を儲けるも、1970年に離婚した(後に再婚)。
仕事と両立して、子供向けの小説の執筆を開始し、1966年よりペンギン・ブックスにて編集部員を務める(1973年をもって退社)。以後、80歳代まで執筆活動を続ける。他にも、子供番組の構成作家・脚本家としても活動していた。
2001年1月8日、ロンドンの自宅のマンションで自殺。87歳没。

## 作品
- ポリーとはらぺこオオカミ Clever Polly and the Stupid Wolf 掛川恭子訳、岩波書店

『かしこいポリーとまぬけなオオカミ』として、佐藤凉子訳、若菜珪絵版(金の星社刊)もあり。
- はらぺこオオカミがんばる Polly and the Wolf Again 掛川恭子訳、岩波書店
- まだまだはらぺこオオカミ 掛川恭子訳、岩波書店

上記2作の後に発行された『Tales of Polly and the Hungry Wolf』と『Last Stories of Polly and the Wolf』から選ばれた一部のエピソードを収録。
- 少年と白鳥 The Boy and the Swan 定松正訳、かみやしん絵、さ・え・ら書房
- マリアンヌの夢 Marianne Dreams 猪熊葉子訳、冨山房

現在は岩波書店より、岩波少年文庫の一作品として刊行。
- 海の休暇 Marianne and Mark 新谷行訳、学習研究社
- ルーシーの家出 Lucy 山本まつよ訳、阪西明子絵、子ども文庫の会
- ルーシーのぼうけん Lucy Runs Away 山本まつよ訳、阪西明子絵、子ども文庫の会